# Warren Zevon (album)
| Recensione              | Giudizio     |
| ----------------------- | ------------ |
| AllMusic                | [ 1 ]        |
| Robert Christgau        | B+           |
| Sputnikmusic            | 4.5 (Superb) |
| Piero Scaruffi          | [ 4 ]        |
| Dizionario del Pop-Rock | [ 5 ]        |
| 24.000 dischi           | [ 6 ]        |

Warren Zevon è il secondo album di Warren Zevon, pubblicato dalla Asylum Records nel maggio del 1976.

## Tracce
Brani composti da Warren Zevon
Lato A
1. Frank and Jesse James – 4:33
2. Mama Couldn't Be Persuaded – 2:53
3. Backs Turned (Looking Down He Path) – 2:27
4. Hasten Down the Wind – 2:58
5. Poor Poor Pitiful Me – 3:04
6. The French Inhaler – 3:44

Lato B
1. Mohammed's Radio – 3:40
2. I'll Sleep When I'm Dead – 2:56
3. Carmelita – 3:32
4. Join Me in L.A. – 3:13
5. Desperados Under the Eaves – 4:45

Edizione doppio CD del 2008, pubblicato dalla Rhino Records (8122-79910-4)
CD 1
Brani composti da Warren Zevon
1. Frank and Jesse James – 4:37
2. Mama Couldn't Be Persuaded – 2:56
3. Backs Turned Looking Down the Path – 2:31
4. Hasten Down the Wind – 3:00
5. Poor Poor Pitiful Me – 3:08
6. The French Inhaler – 3:47
7. Mohammed's Radio – 3:43
8. I'll Sleep When I'm Dead – 2:59
9. Carmelita – 3:35
10. Join Me in L.A. – 3:19
11. Desperados Under the Eaves – 4:47

CD 2
1. Frank and Jesse James – 4:39 – Solo Piano - Demo
2. The French Inhaler – 3:23 – Solo Piano - Demo
3. Hasten Down the Wind – 2:50 – Band - Demo
4. Carmelita – 3:58 – 1974 - Demo
5. Mohammed's Radio – 2:52 – Solo Piano - Demo
6. Backs Turned Looking Down the Path – 2:33 – Take 1 - 1/28/76
7. Join Me in L.A. – 4:22 – Take 2 - 11/20/75
8. Poor Poor Pitiful Me – 3:24 – Alternate Version
9. Frank and Jesse James – 4:41 – Alternate Version
10. Mohammed's Radio – 4:02 – Take 2 - 11/6/75
11. The French Inhaler – 3:48 – Take 1 - 1/13/76
12. Carmelita – 3:38 – Alternate Version
13. Desperados Under the Eaves – 4:14 – Take 2 - 1/13/76
14. Mama Couldn't Be Persuaded – 2:01 – Live WMMS 10/13/76
15. I'll Sleep When I'm Dead – 3:06 – Alternate Version

## Musicisti
Frank and Jesse James
- Warren Zevon - voce, pianoforte
- Waddy Wachtel - chitarra
- David Lindley - banjo, fiddle
- Bob Glaub - basso
- Larry Zack - batteria
- Phil Everly - armonie vocali

Mama Couldn't Be Persuaded
- Warren Zevon - voce, pianoforte
- Waddy Wachtel - chitarra
- David Lindley - fiddle
- Bob Glaub - basso
- Larry Zack - batteria
- Jackson Browne - accompagnamento vocale, coro
- John David Souther - accompagnamento vocale, coro

Backs Turned Looking Down the Path
- Warren Zevon - voce, pianoforte
- Jackson Browne - chitarra slide, armonie vocali
- Lindsey Buckingham - chitarra
- Marty David - basso
- Gary Mallaber - batteria

Hasten Down the Wind
- Warren Zevon - voce, pianoforte
- David Lindley - chitarra slide
- Waddy Wachtel - chitarra
- The Sid Sharp Strings - strumenti ad arco
- Bob Glaub - basso
- Larry Zack - batteria
- Phil Everly - armonie vocali

Poor Poor Pitiful Me
- Warren Zevon - voce
- Waddy Wachtel - chitarra
- Jai Winding - pianoforte
- David Lindley - fiddle
- Bobby Keys - sassofono
- Bob Glaub - basso
- Larry Zack - batteria
- Lindsey Buckingham - armonie vocali

The French Inhaler
- Warren Zevon - voce, pianoforte
- Waddy Wachtel - chitarra
- The Sid Sharps Strings - strumenti ad arco
- Bob Glaub - basso
- Larry Zack - batteria
- Don Henley - armonie vocali
- Glenn Frey - armonie vocali

Mohammed's Radio
- Warren Zevon - voce, pianoforte
- Waddy Wachtel - chitarra
- David Lindley - chitarra slide
- Bobby Keys - sassofono
- Bob Glaub - basso
- Larry Zack - batteria
- Lindsey Buckingham - armonie vocali
- Stephanie Nicks - armonie vocali

I'll Sleep When I'm Dead
- Warren Zevon - voce, armonica, pianoforte
- Waddy Wachtel - chitarra
- Fritz Richmond - jug
- Roy Marinell - basso
- Gary Mallaber - batteria
- Jorge Calderón - armonie vocali

Carmelita
- Warren Zevon - voce, pianoforte elettrico
- David Lindley - chitarra
- Waddy Wachtel - chitarra
- Glenn Frey - chitarra ritmica, armonie vocali
- Bob Glaub - basso
- Larry Zack - batteria

Join Me in L.A.
- Warren Zevon - voce, chitarra ritmica
- Ned Doheny - chitarra
- Jackson Browne - pianoforte
- Jai Winding - organo, sintetizzatore
- Bobby Keys - sassofono
- Bob Glaub - bass
- Larry Zack - batteria
- Bonnie Raitt - armonie vocali
- Rosemary Butler - armonie vocali

Desperados Under the Eaves
- Warren Zevon - voce, pianoforte, armonie vocali
- Waddy Wachtel - chitarra
- The Sid Sharp Strings - strumenti ad arco
- Bob Glaub - basso
- Larry Zack - batteria
- The Gentlemen Boys - armonie vocali (cori conclusivi)
- Carl Wilson - armonie vocali, arrangiamento cori
- Billy Hinsche - armonie vocali
- Jackson Browne - armonie vocali
- Jai Winding - armonie vocali

Note aggiuntive
- Jackson Browne - produttore
- Registrazioni effettuate al Elektra Sound Recorders di Los Angeles, California (Fritz Richmond ingegnere delle registrazioni)
- Registrazioni effettuate al Sunset Sound Recorders di Hollywood (Kent Nebergall ingegnere delle registrazioni)
- I cori del brano (di Lindsey Buckingham e Stephanie Nicks) Mohammed's Radio furono registrati in sovraincisione al Record Plant di Sausalito, California
- Mixato da John Haeny al Sunset Sound Recorders
- Ken Caillat - ingegnere delle registrazioni (Record Plant di Sausalito)
- Warren Zevon - arrangiamenti
- Jimmy Wachtel - design album, fotografie[8]